# Intertextualidad
La intertextualidad es la relación que un texto (oral o escrito) mantiene con otros textos, ya sean contemporáneos o anteriores, mediante el uso de estrategias compositivas deliberadas como la cita, alusión,traducción, calco semántico, pastiche o parodia. El conjunto de textos con los que se vincula explícita o implícitamente un texto constituye un tipo especial de contexto, que influye tanto en la producción como en la comprensión del discurso. La implicación más importante que tiene la intertextualidad es que ningún texto es original o único, sino que a menudo descansa sobre otros para revelar su estructura y su significado.
El germen del concepto de intertextualidad debe buscarse en la obra del filólogo ruso Mijaíl Bajtín, quien durante el segundo tercio del siglo XX publicó una serie de trabajos sobre teoría de la literatura. Sus ideas no fueron conocidas en la Europa occidental hasta años después de su aparición, cuando fueron divulgadas en el ambiente intelectual francés por un círculo de pensadores búlgaros a fines de los años sesenta, entre ellos Tzvetan Todorov y Julia Kristeva, quien acuñó el término de "intertextualidad" en el año 1969.
Bajtín concebía la novela, en particular las de François Rabelais, Jonathan Swift y Fiódor Dostoyevski, como polifonía textual, donde se establecían relaciones dialógicas esenciales a todos los niveles entre ideas, clases sociales, cosmovisiones, personajes y, en lo que más importa en este caso: géneros, textos y discursos literarios, todos ellos distintos entre sí. Respecto de la novela, lo que específicamente le ocupa, el escritor sabe que el mundo está saturado de palabras ajenas, en medio de las cuales él se orienta.
Bajtín reflexiona sobre el carácter dialógico que tiene todo discurso: los discursos, textos y géneros literarios dialogan entre sí y, según defiende, todo emisor ha sido antes receptor de otros muchos textos que tiene en su memoria en el momento de producir el suyo, de modo que este último se funda en otros textos anteriores con los cuales se conecta. Con ellos, establece un diálogo, por lo que en un discurso no se deja oír únicamente la voz del emisor, sino que convive una pluralidad de voces superpuestas que entablan un diálogo entre sí, de tal forma que los enunciados dependen unos de otros. Como ejemplos de esta dependencia mutua entre enunciados trae a colación fenómenos como la cita, el diálogo interior, la parodia o la ironía, que suponen que en el discurso aparezca una voz distinta de la del emisor.

## Origen del término y evolución del concepto
En 1967, Julia Kristeva publicó un influyente artículo (Bajtín, la palabra, el diálogo y la novela), con el que pretendía acercar las nociones bajtinianas sobre el dialogismo literario al ambiente académico francés y combinarlas con la semiótica estructuralista de Ferdinand de Saussure. En ese trabajo, acuñó el término intertextualidad, que introduce por primera vez en el siguiente pasaje:

[...] Un descubrimiento que Bajtín es el primero en introducir en la teoría literaria: todo texto se construye como un mosaico de citas, todo texto es absorción y transformación de otro texto. En el lugar de la noción de «intersubjetividad» se instala la de «intertextualidad», y el lenguaje se lee, por lo menos, como «doble»
KRISTEVA, J.: Bajtín, la palabra, el diálogo y la novela.

Según Kristeva, la intertextualidad remplaza a la intersubjetividad porque el significado de un texto no se transfiere del escritor al lector, sino que él es mediado por una serie de códigos que involucran ya otros textos.
Por otra parte, pronto se ha visto la utilidad y pertinencia de la aplicación del concepto a otros dominios semióticos, en primera instancia a la semiótica estética (Jan Mukařovský, Yuri Lotman, Ernst Gombrich, Schapiro), y más tarde a toda la semiótica de la comunicación de masas (Umberto Eco, Lamberto Pignotti, el propio Roland Barthes). Cesare Segre ha llamado a la relación de un texto literario o que utiliza el lenguaje humano de la palabra con otros lenguajes humanos de naturaleza artística interdiscursividad, ya que no sólo hay textos —y por lo tanto intertextos— escritos, sino que en el contexto más amplio de la semiología existe también transtextualidad y la textualidad se hace coextensiva a toda la trama comunicativa humana; a este tipo de relación Heinrich F. Plett prefiere denominarla más bien intermedialidad.

## Definición restrictiva de Genette
En su forma más restrictiva, tal como la fórmula el narratólogo estructuralista Gérard Genette en su obra Palimpsestos. La literatura en segundo grado, la intertextualidad es una modalidad o tipo de la transtextualidad, y se trata de

[..] una relación de copresencia entre dos o más textos, es decir, eidéticamente y frecuentemente, como la presencia efectiva de un texto en otro. Su forma más explícita y literal es la práctica tradicional de la cita (con comillas, con o sin referencia precisa); en una forma menos explícita y menos canónica, el plagio, que es una copia no declarada pero literal; la alusión, es decir, un enunciado cuya plena comprensión supone la percepción de su relación con otro enunciado al que remite necesariamente tal o cual de sus inflexiones, no perceptible de otro modo.
GENETTE, Gérard: Palimpsestos: La literatura en segundo grado.

De este modo, se entiende que las relaciones intertextuales dentro de la teoría de Genette están restringidas a la referencia explícita y/o literal de un texto a un texto anterior. En particular.
La cita es un procedimiento explícito y literal de referencia: el texto anterior está presente con sus palabras originales y se indica su procedencia.
El plagio es una referencia literal pero no explícita: las palabras de la obra anterior aparecen en la presente, pero no se menciona cuál es tal obra anterior.
La alusión es explícita pero no es literal: el texto anterior es mencionado, pero ninguna de sus palabras es reproducida.

### Cita
Siempre me había imaginado que la historia de mi vida, cuando la escribiera, empezaría con una magnífica primera línea: algo lírico como "Lolita, luz de mi vida. Fuego de mis entrañas" de Nabokov; o si no hubiera podido hacerlo lírico, entonces algo dramático como "Todas las familias felices son parecidas, pero las infelices lo son cada una a su manera", de Tolstoi. La gente recuerda esas palabras aun cuando han olvidado todo lo demás respecto a los libros.
SAVAGE, Sam: Firmin.

Las primeras líneas de la novela Firmin (2006) recurren explícitamente a citar las obras Lolita y Ana Karenina. La relación intertextual, en este caso, es evidente. La forma en la que el narrador de Firmin busca establecer correspondencias entre su texto y esas otras obras canónicas, por medio de la cita, hace que las posibles significaciones de los textos anteriores se tomen en cuenta para la recepción e interpretación de la obra más reciente.

### Plagio
She had left her window open. She could, perhaps, climb the apple tree and scramble into her own bedroom at last and slam down the window on the deserts of vast eternity outside.
CARTER, Angela: The Magic Toyshop.

En este fragmento de la novela The Magic Toyshop (1967), Angela Carter recurre al «plagio» para establecer una relación intertextual con el extenso poema metafísico «To His Coy Mistress» (ca. 1659), que en una de sus secciones dice:

But at my back I always hear

Time’s winged chariot hurrying near;

And yonder all before us lie

Deserts of vast eternity.
MARVELL, Andrew: To His Coy Mistress.

La autora de la novela no explica la referencia al poema, ni explicita la presencia de este en su narración, por lo que el plagio solo se hace evidente para los lectores familiarizados con los versos de Marvell. Así, una vez que la relación se establece, las resonancias de To His Coy Mistress entran en diálogo con el contenido de The Magic Toyshop para dar una posible complejidad mayor al texto que se vale del otro para construirse.

### Alusión
Si realmente quieren saber sobre lo que voy a contarles, lo primero que probablemente querrían saber es dónde nací, como fue mi miserable infancia, y a qué se dedicaban mis padres antes de tenerme, y toda esa basura a lo David Copperfield, pero, para ser sincero, no tengo ganas de meterme en eso.
SALINGER, J.D.: The Catcher in the Rye.

Estas líneas corresponden al inicio de la novela The Catcher in the Rye, de 1951. En ellas, el protagonista Holden Caulfield no reproduce las palabras de otra obra (como sucede en la cita o el plagio), sino que sólo menciona al David Copperfield, protagonista de la novela homónima de Charles Dickens, para establecer un contacto. El motivo de esta relación intertextual de alusión es distanciarse de esta obra previa, con la que guarda algunas semejanzas. En ambas obras el protagonista es narrador en primera persona y se trata de un chico que atraviesa una infancia y adolescencia difíciles.
En este caso la alusión se produce por la mención literal del nombre, aunque también puede haber alusiones más sutiles que dependen de que el lector tenga un conocimiento previo de otra obra aludida.